# 武藤俊之助
武藤 俊之助（むとう としのすけ、1904年（明治37年）10月9日  - 1973年（昭和48年）11月18日）は、日本の物理学者。専門は原子核物理学。東京大学物性研究所第2代所長。東京大学教授。九州大学教授。理学博士。

## 略歴
岐阜県出身。1928年（昭和3年）、東京帝国大学理学部物理学科卒業。1年間の大学院生活を経て、1930年（昭和5年）、理化学研究所（石田義雄研究室）研究員。1938年（昭和13年）、理学博士。1939年（昭和14年）、九州帝国大学に理学部が設置されるのに伴い、九州帝国大学理学部物理学第一講座初代教授に就任。1940年（昭和15年）、プリンストン高等研究所留学。戦後、1946年（昭和21年）、東京大学理工学研究所教授。1948年（昭和23年）、東京大学物性研究所に移り、1959年（昭和34年）、同研究所所長。1965年（昭和40年）、定年退官。東京大学退官後、日本大学文理学部教授。
日本物理学会委員長、国際理論物理学会組織委員を務め、原子力委員会、学術審議会、各委員を歴任した。

## 著書
- 『量子理論とその応用 1〜3』 共立 1964
- 『原子物理学 上』共立 1969
- 『原子物理学 下』共立 1973

### 共著
- 『最近の物性論における特に興味ある物質』 共立 1963
- 『色中心』 日本物理学会 1964
- 『励起子 I,II』 日本物理学会 1965〜1972